# Mit Halfa
Pour les articles homonymes, voir Halfa.
Mit Halfa est un village d'Égypte situé dans le gouvernorat d'Ad Daqahliyah à dix kilomètres au nord du Caire.
Le village est connu pour un accident radiologique dû à la perte d'une source radioactive : plusieurs cas d'irradiation aiguë se déclarent en 2000 parmi la population civile, menant à deux décès.

## Géographie
- Coordonnées : 30° 09′ 36″ N 31° 14′ 07″ E